# زیست‌کاوی

این تصویر اوربیتال‌های الکترونی عنصر اورانیوم را نشان می‌دهد که دارای ۹۲ پروتون است.

زیست‌کاوی (به انگلیسی: Biomining)، تکنیک استخراج فلزات از سنگ معدن و دیگر مواد جامد است که معمولاً با استفاده از پروکاریوت‌ها، قارچ‌ها یا گیاهان (استخراج گیاهی نیز به عنوان زیست‌کاوی گیاهی شناخته می‌شود). این جانداران ترکیب‌های آلی مختلفی ترشح می‌کنند که فلزات را از محیط چنگالش می‌کنند و آن را به سلول بازمی‌گردانند، جایی که معمولاً برای هماهنگ‌کردن الکترون‌ها استفاده می‌شوند. در اواسط دهه ۱۹۰۰ کشف شد که جانداران از فلزات در سلول استفاده می‌کنند. برخی از میکروب‌ها می‌توانند از فلزات پایدار مانند آهن، مس، روی و طلا و همچنین اتم‌های ناپایدار مانند اورانیوم و توریم استفاده کنند. شرکت‌ها اکنون می‌توانند شیمی‌استات‌های بزرگی از میکروب‌ها را پرورش دهند که فلزات را از محیط‌های خود شستشو می‌دهند، سپس این مخزن‌های کشت می‌توانند به بسیاری از ترکیبات فلزی قابل فروش تبدیل شوند. زیست‌کاوی یک تکنیک سازگار با محیط زیست در مقایسه با استخراج معمولی است. استخراج از معادن آلاینده‌های زیادی را آزاد می‌کند، در حالی که تنها مواد شیمیایی آزادشده از زیست‌کاوی متابولیت‌ها یا گازهایی است که باکتری‌ها ترشح می‌کنند. از همین مفهوم می‌توان برای مدل‌های زیست‌پالایی استفاده کرد. باکتری‌ها را می‌توان در محیط‌های آلوده به فلزات، روغن‌ها یا دیگر ترکیبات سمی تلقیح کرد. باکتری‌ها می‌توانند با جذب این ترکیبات سمی، محیط را تمیز کنند تا در سلول انرژی ایجاد کنند. میکروب‌ها می‌توانند به چیزهایی در سطح شیمیایی دست پیدا کنند که هرگز توسط انسان انجام نمی‌شود. باکتری‌ها می‌توانند فلزات را استخراج کنند، نشت نفت را تمیز کنند، طلا را خالص کنند و از عناصر رادیواکتیو برای انرژی استفاده کنند.